# 上海市公交线路列表 (穿梭巴士线路)
本列表旨在列出上海公交系统中所有正在运营的社区穿梭巴士线路。
在上海公交系统中，数字线路的号段通常按一定规律分配。四位数的线路编号分配给社区穿梭巴士线路，此类线路通常为单一票制，单次实际收费人民币1元。
社区穿梭巴士线路编号分配具有一定规律。其中，10—11开头的编号分配给浦东新区的线路，12开头的编号分配予市中心八个区，150—151开头的编号分配给青浦区的线路，155开头的编号分配给奉贤区的线路，160—161开头的编号分配给宝山区的线路，165—166开头的编号分配给金山区的线路，17开头的编号分配给崇明区的线路，18开头的编号分配给松江区的线路。

## 浦东新区
上海市首条穿梭巴士线路1001路即开通于浦东新区，服务该区的周浦镇。
| 线路编号   | 经营者     | 起讫站                                                                     | 全程收费 | 运营里程 | 运营时间 | 备注                                                                                        | 照片 |
| ---------- | ---------- | -------------------------------------------------------------------------- | -------- | -------- | --- | ------------------------------------------------------------------------------------------- | ---- |
| 1001路     | 浦东杨高   | 周星路横桥路－周星路横桥路（单环线）                                       | CNY¥1    | 3.75公里 | 周星路横桥路 - 周星路横桥路（06:30 - 20:00）                                                                                  |                                                                                             |      |
| 1002路     | 浦东杨高   | 周康路年家浜路（万达广场）－周浦东站                                       | CNY¥1    | 5.5公里  | 周康路年家浜路（万达广场） - 周浦东站（06:00 - 20:35） 周浦东站 - 周康路年家浜路（万达广场）（06:30 - 21:00）                 |                                                                                             |      |
| 1003路     | 浦东上南   | 永泰路东明路－华夏西路云台路(东方医院南院)                                 | CNY¥1    | 2.9公里  | 永泰路东明路 - 华夏西路云台路（06:00 - 20:00） 华夏西路云台路 - 永泰路东明路（06:12 - 20:12）                                 |                                                                                             |      |
| 1004路     | 浦东金高   | 白龙港－庆荣路东川公路                                                     | CNY¥1    | 5.7公里  | 白龙港 - 庆荣路东川公路（06:30 - 19:00） 庆荣路东川公路 - 白龙港（06:25 - 18:55）                                             |                                                                                             |      |
| 1005路     | 浦东金高   | 中横港路东立新村桥－晨阳西路江绣路                                         | CNY¥1    |          | 中横港路东立新村桥 - 晨阳西路江绣路（06:00 - 19:30） 晨阳西路江绣路 - 中横港路东立新村桥（05:45 - 19:00）                     | 原622路东段                                                                                 |      |
| 1006路     | 浦东金高   | 永宁路巨峰路－申江路东力新村                                               | CNY¥1    |          | 永宁路巨峰路 - 申江路东力新村（06:40 - 19:50） 申江路东力新村 - 永宁路巨峰路（06:30 - 19:30）                                 | 原外高桥10路                                                                                |      |
| 1007路     | 浦东上南   | 长清路杨新路－长清路杨新路（单环线）                                       | CNY¥1    | 1.55公里 | 长清路杨新路 - 长清路杨新路（06:00 - 20:00）                                                                                  |                                                                                             |      |
| 1008路     | 浦东上南   | 高科西路杨高南路－高科西路杨高南路（单环线）                               | CNY¥1    | 2.25公里 | 高科西路杨高南路 - 高科西路杨高南路（06:00 - 20:00）                                                                          |                                                                                             |      |
| 1009路     | 浦东南汇   | 滴水湖地铁站－水华路橄榄路                                                 | CNY¥1    | 7.4公里  | 滴水湖地铁站 - 水华路橄榄路（06:00 - 23:25） 水华路橄榄路 - 滴水湖地铁站（05:35 - 22:55）                                     |                                                                                             |      |
| 1010路     | 浦东金高   | 长岛路东陆路－巨峰路地铁站                                                 | CNY¥1    | 4.5公里  | 长岛路东陆路 - 巨峰路地铁站（06:44 - 19:50） 巨峰路地铁站 - 长岛路东陆路（06:25 - 19:30）                                     | 原ZX隧道六线、586路、797路                                                                  |      |
| 1012路     | 浦东上南   | 海阳新村（海阳路长清路）－海阳新村（海阳路长清路）（单环线）               | CNY¥1    | 2.6公里  | 海阳路长清路 - 海阳路长清路（06:30 - 19:00）                                                                                  |                                                                                             |      |
| 1013路     | 浦东上南   | 梅花路海桐路（世纪公园地铁站） －梅花路海桐路（世纪公园地铁站）（单环线）  | CNY¥1    | 2.8公里  | 梅花路海桐路 - 梅花路海桐路（06:00 - 09:00，16:00-19:00）                                                                     | 早晚高峰线，双休日及国定节假日停驶                                                          |      |
| 1014路     | 巴士四公司 | 张东路张衡路－张东路张衡路（环线）                                         | CNY¥1    | 3.55公里 | 张东路张衡路 - 张东路张衡路（工作日06:30 - 09:30，16:30-23:50，双休日及国定节假日16:30-23:50）                                | 工作日早高峰与下午及夜间运营，双休日及国定节假日仅下午及夜间运营                            |      |
| 1015路     | 浦东金高   | 莱阳路行南路－莱阳路夏碧路                                                 | CNY¥1    | 2.8公里  | 莱阳路行南路 - 莱阳路夏碧路（06:30 - 09:30，16:00-19:25） 莱阳路夏碧路 - 莱阳路行南路（06:43 - 09:43，16:13-19:25）           | 早晚高峰线，双休日及国定节假日停驶                                                          |      |
| 1016路     | 浦东金高   | 申江路东力新村－金高路俱进路                                               | CNY¥1    | 3.7公里  | 申江路东力新村 - 金高路俱进路（08:45 - 16:00） 金高路俱进路 - 申江路东力新村（08:55 - 16:10）                                 |                                                                                             |      |
| 1017路     | 浦东金高   | 张杨北路洲海路－张杨北路洲海路（单环线）                                   | CNY¥1    | 2.95公里 | 张杨北路洲海路 - 张杨北路洲海路（06:30 - 19:30）                                                                              | 2018年11月30日取消1017路区间，改全程营运。                                                  |      |
| 1018路     | 浦东上南   | 灵岩南路永泰路－云台路杨南路                                               | CNY¥1    |          | 灵岩南路永泰路 - 云台路杨南路（06:11 - 21:11） 云台路杨南路 - 灵岩南路永泰路（06:00 - 21:00）                                 |                                                                                             |      |
| 1019路     | 浦东杨高   | 塘桥新路枢纽站－塘桥新路枢纽站（单环线）                                   | CNY¥1    | 4.35公里 | 塘桥新路枢纽站 - 塘桥新路枢纽站（07:15 - 19:45）                                                                              |                                                                                             |      |
| 1020路     | 浦东杨高   | 拯安路慈桥路（横沔卫生中心）－康达路关岳路                                 | CNY¥1    |          | 拯安路慈桥路 - 康达路关岳路（07:00 - 18:30） 康达路关岳路 - 拯安路慈桥路（06:30 - 18:00）                                     |                                                                                             |      |
| 1021路     | 浦东上南   | 东方路蓝村路－东方路蓝村路（单环线）                                       | CNY¥1    | 3.25公里 | 东方路蓝村路 - 东方路蓝村路（06:00 - 19:30）                                                                                  |                                                                                             |      |
| 1022路     | 浦东上南   | 沛林路涵林路－沛林路涵林路（单环线）                                       | CNY¥1    | 10.7公里 | 沛林路涵林路 - 沛林路涵林路（07:00 - 19:00）                                                                                  |                                                                                             |      |
| 1023路     | 浦东杨高   | 龙阳路地铁站－龙阳路地铁站（单环线）                                       | CNY¥1    | 3.6公里  | 龙阳路地铁站 - 龙阳路地铁站（07:00 - 10:30，15:30-19:00）                                                                     | 早晚高峰线，双休日及国定节假日停驶                                                          |      |
| 1024路     | 浦东杨高   | 杨高中路民生路－杨高中路民生路（单环线）                                   | CNY¥1    | 4.75公里 | 杨高中路民生路 - 杨高中路民生路（06:45 - 19:30）                                                                              |                                                                                             |      |
| 1025路     | 浦东上南   | 三林世博家园－鹏飞路陈春路                                                 | CNY¥1    | 2.2公里  | 三林世博家园 - 鹏飞路陈春路（06:30 - 19:30） 鹏飞路陈春路 - 三林世博家园（06:33 - 19:33）                                     |                                                                                             |      |
| 1026路     | 浦东上南   | 永泰路东明路－永泰路东明路                                                 | CNY¥1    | 7.8公里  | 06:30-20:55 |                                                                                             |      |
| 1027路     | 浦东金高   | 威斯路杨高北一路－大同路和龙路                                             | CNY¥1    | 4.6公里  | 威斯路杨高北一路 - 大同路和龙路（06:00 - 09:00，15:40-18:30） 大同路和龙路 - 威斯路杨高北一路（06:19 - 09:19，15:59-18:49）   | 早晚高峰线，双休日及国定节假日停驶；原962路保税区段                                         |      |
| 1028路     | 浦东金高   | 利航路创业路－华夏东路华东路                                               | CNY¥1    |          | 利航路创业路 - 华夏东路华东路（07:15 - 09:33，16:18 - 18:38） 华夏东路华东路 - 利航路创业路（07:00 - 09:15，16:00 - 18:20）   | 早晚高峰线，双休日及国定节假日停驶                                                          |      |
| 1029路     | 浦东杨高   | 龙三路龙东大道－龙三路龙东大道（单环线）                                   | CNY¥1    | 4.15公里 | 龙三路龙东大道 - 龙三路龙东大道（06:15 - 19:30）                                                                              |                                                                                             |      |
| 1031路     | 浦东金高   | 园二路新园路－启帆路张杨北路                                               | CNY¥1    | 5公里    | 园二路新园路 - 启帆路张杨北路（06:30 - 20:10） 启帆路张杨北路 - 园二路新园路（06:50 - 20:30）                                 |                                                                                             |      |
| 1033路     | 浦东金高   | 长岛路船舶新村－长岛路船舶新村（单环线）                                   | CNY¥1    | 3.9公里  | 长岛路船舶新村 - 长岛路船舶新村（06:00 - 22:45）                                                                              |                                                                                             |      |
| 1034路     | 浦东上南   | 懿行路和炯路－芦恒路地铁站                                                 | CNY¥1    |          | 懿行路和炯路 - 芦恒路地铁站（06:30 - 21:20） 芦恒路地铁站 - 懿行路和炯路（06:40 - 21:30）                                     |                                                                                             |      |
| 1035路     | 浦东南汇   | 纬二路建中路－欣河村老人活动室                                             | CNY¥1    |          | 纬二路建中路 - 欣河村老人活动室（05:55 - 17:45） 欣河村老人活动室 - 纬二路建中路（06:15 - 18:05）                             | 原老港2路                                                                                   |      |
| 1036路     | 浦东南汇   | 崇溪路新会路（六灶镇社区卫生中心）－鹿川路航城路（沈家宅）                 | CNY¥1    |          | 崇溪路新会路 - 鹿川路航城路（06:00 - 17:30） 鹿川路航城路 - 崇溪路新会路（06:30 - 18:00）                                     | 原六灶1路                                                                                   |      |
| 1037路     | 浦东南汇   | 书院地铁站－万隆村民委员会                                                 | CNY¥1    | 6.6公里  | 书院地铁站 - 万隆村民委员会（06:20 - 23:15） 万隆村民委员会 - 书院地铁站（06:00 - 22:55）                                     | 原万祥1路                                                                                   |      |
| 1038路     | 浦东南汇   | 红光村委会－丹桂佳苑                                                       | CNY¥1    | 5.9公里  | 红光村委会 - 丹桂佳苑（06:00 - 19:30） 丹桂佳苑 - 红光村委会（06:00 - 19:30）                                                 | 原惠南9路                                                                                   |      |
| 1039路     | 浦东杨高   | 金粤路锦绣东路－新雅路丽雅路                                               | CNY¥1    | 6.7公里  | 金粤路锦绣东路 - 新雅路丽雅路（06:25 - 18:55） 新雅路丽雅路 - 金粤路锦绣东路（07:00 - 19:30）                                 |                                                                                             |      |
| 1040路     | 浦东南汇   | 森林村委（森塘路中横港路）－森林村委（森塘路中横港路）（单环线）           | CNY¥1    | 2.9公里  | 森林村委 - 森林村委（06:00 - 18:00）                                                                                          |                                                                                             |      |
| 1041路     | 浦东南汇   | 六灶港桥－卫亭路百熙路                                                     | CNY¥1    | 5.2公里  | 六灶港桥 - 卫亭路百熙路（06:20 - 18:20） 卫亭路百熙路 - 六灶港桥（06:00 - 18:00）                                             |                                                                                             |      |
| 1042路     | 浦东杨高   | 莲安西路成山路－莲安西路成山路（单环线）                                   | CNY¥1    | 5.2公里  | 莲安西路成山路 - 莲安西路成山路（05:30-22:00）                                                                                |                                                                                             |      |
| 1043路     | 浦东南汇   | 滴水湖地铁站－沪城环路共享区                                               | CNY¥1    | 7.1公里  | 滴水湖地铁站 - 沪城环路共享区（06:00 – 23:57） 沪城环路共享区 - 滴水湖地铁站（05:30 - 23:30）                                 |                                                                                             |      |
| 1046路     | 浦东杨高   | 香楠路丹桂路－香楠路丹桂路（单环线）                                       | CNY¥1    | 3.3公里  | 香楠路丹桂路 - 香楠路丹桂路（06:30 – 19:30）                                                                                  | 原大桥六线全程车                                                                            |      |
| 1047路     | 浦东金高   | 界龙村－航城路赵行村                                                       | CNY¥1    | 9.2公里  | 界龙村 - 航城路赵行村（06:00 – 19:00） 航城路赵行村 - 界龙村（06:25 - 19:25）                                                 | 原黄楼临时定班线                                                                            |      |
| 1048路     | 浦东上南   | 南码头路世博大道－南码头路世博大道（单环线）                               | CNY¥1    | 5.2公里  | 南码头路世博大道 - 南码头路世博大道（07:40 – 20:00）                                                                          |                                                                                             |      |
| 1049路     | 浦东上南   | 雪野路沂南路－长清北路枢纽站                                               | CNY¥1    | 5.2公里  | 雪野路沂南路 - 长清北路枢纽站（07:40 – 20:00） 长清北路枢纽站 - 雪野路沂南路（07:15 - 19:40）                                 |                                                                                             |      |
| 1050路     | 浦东上南   | 秀沿西路康颂路－华夏西路杨高南路                                           | CNY¥1    |          | 秀沿西路康颂路 - 华夏西路杨高南路（06:30 – 19:30） 华夏西路杨高南路 - 秀沿西路康颂路（06:55 - 19:30）                         |                                                                                             |      |
| 1051路     | 浦东杨高   | 御霞路御衡路－康意路御北路                                                 | CNY¥1    |          | 御霞路御衡路 - 康意路御北路（06:30 – 19:30） 康意路御北路 - 御霞路御衡路（06:50 - 19:50）                                     |                                                                                             |      |
| 1054路     | 浦东杨高   | 华戴路川环南路－凌空路迎宾大道联络道（柴场）                               | CNY¥1    | 3.92公里 | 华戴路川环南路 - 凌空路迎宾大道联络道（06:20 – 21:15） 凌空路迎宾大道联络道 - 华戴路川环南路（06:00 - 21:00）                 | 原南川线东段                                                                                |      |
| 1055路     | 浦东金高   | 界龙一路界龙村－唐镇地铁站                                                 | CNY¥1    | 7.45公里 | 界龙一路界龙村 - 唐镇地铁站（07:10 – 21:15） 唐镇地铁站 - 界龙一路界龙村（06:35 - 20:20）                                     | 原界龙定班车、界龙1路、川沙1路北段                                                          |      |
| 1056路     | 浦东金高   | 界龙一路界龙村－华川路凌空路                                               | CNY¥1    |          | 界龙一路界龙村 - 华川路凌空路（07:00 – 20:50） 华川路凌空路 - 界龙一路界龙村（06:55 - 20:55）                                 | 原界龙定班车、界龙1路、川沙1路南段；2018年5月18日将终点站从川环南路曙光路延伸至华川路凌空路 |      |
| 1056路区间 | 浦东金高   | 华戴路川环南路－川沙                                                       | CNY¥1    |          | |                                                                                             |      |
| 1058路     | 浦东金高   | 金粤路锦绣东路－祖冲之路广兰路                                             | CNY¥1    | 6.8公里  | 金粤路锦绣东路 - 祖冲之路广兰路（06:50 – 19:00） 祖冲之路广兰路 - 金粤路锦绣东路（07:22 - 19:25）                             | 双休日及国定节假日停驶                                                                      |      |
| 1061路     | 浦东南汇   | 塘北路塘北村－书孝路洋溢村委                                               | CNY¥1    | 7公里    | 塘北路塘北村 - 书孝路洋溢村委（06:00 – 18:00） 书孝路洋溢村委 - 塘北路塘北村（06:20 - 18:20）                                 | 2013年10月31日，由书院1路更名                                                               |      |
| 1062路     | 浦东南汇   | 大团镇－金石村委会                                                         | CNY¥1    | 7.1公里  | 大团镇 - 金石村委会（06:00 – 17:40） 金石村委会 - 大团镇（06:20 - 18:00）                                                     | 原大团1路                                                                                   |      |
| 1063路     | 浦东南汇   | 新欣路新府路－东海农场                                                     | CNY¥1    | 7.3公里  | 新欣路新府路 - 东海农场（05:50 – 18:00） 东海农场 - 新欣路新府路（06:20 - 18:30）                                             |                                                                                             |      |
| 1064路     | 浦东南汇   | 书院地铁站－老书院社区                                                     | CNY¥1    | 6公里    | 书院地铁站 - 老书院社区（06:00 – 23:15） 老书院社区 - 书院地铁站（05:45 - 23:00）                                             |                                                                                             |      |
| 1065路     | 浦东南汇   | 卫亭路百熙路－卫亭路百熙路（单环线）                                       | CNY¥1    | 5.3公里  | 卫亭路百熙路 - 卫亭路百熙路（05:45 – 18:00）                                                                                  | 原祝桥5路                                                                                   |      |
| 1066路     | 浦东南汇   | 鹤沙航城地铁站－沪南公路沈梅路                                             | CNY¥1    | 5公里    | 鹤沙航城地铁站 - 沪南公路沈梅路（05:12 – 23:34） 沪南公路沈梅路 - 鹤沙航城地铁站（05:35 - 23:57）                             |                                                                                             |      |
| 1068路     | 浦东南汇   | 新场地铁站－笋心路（果园新农庄）                                           | CNY¥1    | 7.5公里  | 新场地铁站 - 笋心路（06:05 – 23:24） 笋心路 - 新场地铁站（05:35 - 23:00）                                                     |                                                                                             |      |
| 1069路     | 浦东南汇   | 野生动物园地铁站－听潮南路宣黄公路                                         | CNY¥1    | 7.2公里  | 野生动物园地铁站 - 听潮南路宣黄公路（06:30 – 23:24） 听潮南路宣黄公路 - 野生动物园地铁站（05:55 - 23:00）                     |                                                                                             |      |
| 1070路     | 浦东南汇   | 听潮路拱乐路（民乐大居）－惠南地铁站                                       | CNY¥1    |          | 听潮路拱乐路 - 惠南地铁站（05:20 – 23:00） 惠南地铁站 - 听潮路拱乐路（06:00 - 23:34）                                         | 原惠南7路西段                                                                               |      |
| 1072路     | 浦东南汇   | 惠南东地铁站－听潮南路宣黄公路                                             | CNY¥1    | 5.8公里  | 惠南东地铁站 - 听潮南路宣黄公路（06:00 – 23:16） 听潮南路宣黄公路 - 惠南东地铁站（06:00 - 23:37）                             |                                                                                             |      |
| 1073路     | 浦东南汇   | 惠南东地铁站－塘路村委                                                     | CNY¥1    | 7.6公里  | 惠南东地铁站 - 塘路村委（06:30 – 18:45） 塘路村委 - 惠南东地铁站（06:00 - 19:00）                                             |                                                                                             |      |
| 1074路     | 浦东南汇   | 永春南路永宁东路－胜利桥北堍                                               | CNY¥1    | 5.8公里  | 永春南路永宁东路 - 胜利桥北堍（06:30 – 17:00） 胜利桥北堍 - 永春南路永宁东路（06:20 - 18:00）                                 |                                                                                             |      |
| 1075路     | 浦东南汇   | 书院地铁站－新港                                                           | CNY¥1    | 7公里    | 书院地铁站 - 新港（06:00 – 23:48） 新港 - 书院地铁站（05:35 - 23:25）                                                         |                                                                                             |      |
| 1076路     | 浦东上南   | 南码头路昌里东路－上南路德州路                                             | CNY¥1    |          | 南码头路昌里东路 - 上南路德州路（06:30 – 19:40） 上南路德州路 - 南码头路昌里东路（06:45 - 20:00）                             |                                                                                             |      |
| 1077路     | 浦东南汇   | 上元路沪城环路（共享区）－临港大道地铁站                                   | CNY¥1    | 7.05公里 | 上元路沪城环路 - 临港大道地铁站（05:40 – 23:30） 临港大道地铁站 - 上元路沪城环路（06:00 - 23:54）                             |                                                                                             |      |
| 1078路     | 浦东南汇   | 东海农场－临港大道地铁站                                                   | CNY¥1    | 5.6公里  | 东海农场 - 临港大道地铁站（06:30 – 19:40） 临港大道地铁站 - 东海农场（07:00 - 20:00）                                         |                                                                                             |      |
| 1079路     | 浦东南汇   | 镇社区卫生服务中心－远东村委                                               | CNY¥1    | 6.3公里  | 镇社区卫生服务中心 - 远东村委（06:20 – 19:40） 远东村委 - 镇社区卫生服务中心（06:00 - 19:20）                                 |                                                                                             |      |
| 1080路     | 浦东杨高   | 周浦东站－周浦东站（单环线）                                               | CNY¥1    | 9.8公里  | 周浦东站 - 周浦东站（05:20 – 23:40）                                                                                          |                                                                                             |      |
| 1082路     | 浦东南汇   | 拱乐路红光村委－英墩路宣黄公路                                             | CNY¥1    | 6.8公里  | 拱乐路红光村委 - 英墩路宣黄公路（05:55 – 19:30） 英墩路宣黄公路 - 拱乐路红光村委（06:25 - 20:05）                             |                                                                                             |      |
| 1083路     | 浦东上南   | 莲安西路沪南路－华鹏路成山路                                               | CNY¥1    |          | 莲安西路沪南路 - 华鹏路成山路（06:30 – 20:30） 华鹏路成山路 - 莲安西路沪南路（06:30 – 20:30）                                 |                                                                                             |      |
| 1085路     | 浦东杨高   | 周浦东地铁站－康新公路周邓公路                                             | CNY¥1    | 7.4公里  | 周浦东站 - 蓝靛路满天星路（07:00 – 09:40，15:30-19:00） 蓝靛路满天星路 - 周浦东站（07:20 – 10:00，15:50-19:20）               | 早晚高峰线，双休日及国定节假日停驶                                                          |      |
| 1086路     | 浦东南汇   | 航头路航达路－航吉路航头路                                                 | CNY¥1    | 5.6公里  | 航头路航达路 - 航吉路航头路（06:00 – 18:00） 航吉路航头路 - 航头路航达路（06:16 – 18:16）                                     | 原航头1路南段；现浦东116路                                                                  |      |
| 1087路     | 浦东南汇   | 航头路航达路－航吉路航头路                                                 | CNY¥1    | 6.7公里  | 航头路航达路 - 航吉路航头路（06:00 – 18:25） 航吉路航头路 - 航头路航达路（06:35 – 19:00）                                     | 原航头1路北段                                                                               |      |
| 1088路     | 浦东南汇   | 沪南公路航圆路（航头地铁站）－海桥路海桥中路                               | CNY¥1    | 7.9公里  | 沪南公路航圆路（航头地铁站） - 海桥路海桥中路（05:50 – 20:00） 海桥路海桥中路 - 沪南公路航圆路（航头地铁站）（06:20 – 20:30） | 原航头2路东段                                                                               |      |
| 1089路     | 浦东南汇   | 航吉路航头路－海丰路航都南路                                               | CNY¥1    | 6.9公里  | 航吉路航头路 - 海丰路航都南路（05:55 – 18:00） 海桥路海桥中路 - 海丰路航都南路（06:22 – 18:30）                               | 原航头2路西段                                                                               |      |
| 1090路     | 浦东杨高   | 张江地铁站－张江路蔡伦路                                                   | CNY¥2    | 6.3公里  | 张江地铁站 - 张江路蔡伦路（7:00-10:00，16:30-19:00） 张江路蔡伦路 - 张江地铁站（7:30-10:30，16:00-19:00）                     | 原张江南环线，2019年7月22日1090路改为早晚高峰线，双休及节假日停运。                         |      |
| 1091路     | 浦东杨高   | 南曹路唐陆公路－唐镇地铁站（齐爱路银樽路）                                 | CNY¥1    | 3.7公里  | 南曹路唐陆公路 - 唐镇地铁站（07:00 – 20:00） 唐镇地铁站 - 南曹路唐陆公路（07:15 – 20:15）                                     | 原合庆3路、浦东5路                                                                          |      |
| 1092路     | 浦东南汇   | 东翔路顺航路－东翔路顺航路（内圈）                                         | CNY¥1    | 5.55公里 | 东翔路顺航路 - 东翔路顺航路（06:00 – 18:00）                                                                                  |                                                                                             |      |
| 1093路     | 浦东南汇   | 东翔路顺航路－东翔路顺航路（外圈）                                         | CNY¥1    | 5.7公里  | 东翔路顺航路 - 东翔路顺航路（06:20 – 18:20）                                                                                  |                                                                                             |      |
| 1094路     | 浦东南汇   | 东征村村委－新欣路新府路                                                   | CNY¥1    | 4.6公里  | 东征村村委 - 新欣路新府路（06:00 – 18:00） 新欣路新府路 - 东征村村委（06:20 – 18:20）                                         |                                                                                             |      |
| 1095路     | 浦东南汇   | 野生动物园地铁站－园中路大治河                                             | CNY¥1    | 7公里    | 野生动物园地铁站 - 园中路大治河（06:05 – 19:40） 园中路大治河 - 野生动物园地铁站（06:30 – 20:05）                             |                                                                                             |      |
| 1096路     | 浦东南汇   | 滴水湖地铁站－水华路方竹路                                                 | CNY¥1    |          | 滴水湖地铁站 - 水华路方竹路（06:00 – 19:00） 水华路方竹路 - 滴水湖地铁站（06:20 – 19:20）                                     |                                                                                             |      |
| 1097路     | 浦东金高   | 祖冲之路广兰路－孙耀路华夏中路                                             | CNY¥1    | 5.3公里  | 祖冲之路广兰路 - 孙耀路华夏中路（06:46 – 19:10） 孙耀路华夏中路 - 祖冲之路广兰路（06:30 – 19:30）                             |                                                                                             |      |
| 1099路     | 浦东杨高   | 顾唐路齐爱路－唐镇地铁站（齐爱路银樽路）                                   | CNY¥1    | 3.03公里 | 顾唐路齐爱路 - 唐镇地铁站（06:30 – 19:45） 唐镇地铁站 - 顾唐路齐爱路（06:45 – 20:00）                                         |                                                                                             |      |
| 1100路     | 浦东金高   | 五莲路双桥路－五洲大道地铁站                                               | CNY¥1    | 4.6公里  | 五莲路双桥路 - 五洲大道地铁站（06:00 – 20:00） 五洲大道地铁站 - 五莲路双桥路（06:20 – 21:00）                                 | 原外高桥3路南段                                                                             |      |
| 1101路     | 浦东南汇   | 航头东地铁站－鹤沙航城地铁站                                               | CNY¥1    | 6.1公里  | 航头东地铁站 - 鹤沙航城地铁站（06:20 – 19:55） 鹤沙航城地铁站 - 航头东地铁站（06:00 – 19:30）                                 |                                                                                             |      |
| 1102路     | 浦东南汇   | 老芦公路老书院社区－洋溢港路新北村委                                       | CNY¥1    | 5.3公里  | 老芦公路老书院社区 - 洋溢港路新北村委（06:20 – 18:20） 洋溢港路新北村委 - 老芦公路老书院社区（06:00 – 18:00）                 |                                                                                             |      |
| 1104路     | 浦东金高   | 丹桂路张东路－丹桂路张东路（单环线）                                       | CNY¥1    | 2.45公里 | 丹桂路张东路 - 丹桂路张东路（07:50 – 19:00）                                                                                  |                                                                                             |      |
| 1108路     | 浦东南汇   | 新场地铁站－新场地铁站（单环线）                                           | CNY¥1    | 3.1公里  | 新场地铁站 - 新场地铁站（06:00 – 22:50）                                                                                      |                                                                                             |      |
| 1109路     | 浦东南汇   | 鹤涛路地铁站－鹤沙航城地铁站                                               | CNY¥1    | 3.5公里  | 鹤涛路地铁站 - 鹤沙航城地铁站（05:35 – 23:32） 鹤沙航城地铁站 - 鹤涛路地铁站（05:08 – 23:34）                                 |                                                                                             |      |
| 1110路     | 浦东杨高   | 周园路沈梅东路－周浦东站                                                   | CNY¥1    | 5.4公里  | 周园路沈梅东路 - 周浦东站（05:55 – 19:40） 周浦东站 - 周园路沈梅东路（06:20 – 20:00）                                         |                                                                                             |      |
| 1111路     | 浦东南汇   | 惠南地铁站－惠南地铁站（环线）                                             | CNY¥1    | 5.5公里  | 惠南地铁站 - 惠南地铁站（内圈）（06:00 – 22:30） 惠南地铁站 - 惠南地铁站（外圈）（06:00 – 22:30）                             |                                                                                             |      |
| 1112路     | 浦东南汇   | 万隆村民委员会－万四4组                                                    | CNY¥1    | 5.6公里  | 万隆村民委员会 - 万四4组（06:00 – 18:00） 万四4组 - 万隆村民委员会（06:20 – 18:20）                                           |                                                                                             |      |
| 1113路     | 浦东金高   | 张江路蔡伦路－金科路地铁站                                                 | CNY¥1    | 3.8公里  | 张江路蔡伦路 - 金科路地铁站（07:00 – 09:25，16:30-19:20） 金科路地铁站 - 张江路蔡伦路（06:50 – 09:45，16:44-18:55）           | 早晚高峰线，双休日及固定节假日停驶；原张江园区短驳线                                        |      |
| 1115路     | 浦东上南   | 华夏西路灵岩南路－前滩大道耀体路                                           | CNY¥1    |          | 华夏西路灵岩南路 - 前滩大道耀体路（06:43 – 19:43） 前滩大道耀体路 - 华夏西路灵岩南路（06:30 – 19:30）                         |                                                                                             |      |
| 1117路     | 浦东杨高   | 沈梅东路康沈路－周浦东站                                                   | CNY¥1    |          | 沈梅东路康沈路 - 周浦东站（05:35 – 22:30） 周浦东站 - 沈梅东路康沈路（05:55 – 23:05）                                         |                                                                                             |      |
| 1118路     | 浦东上南   | 雪野路沂南路－长清北路枢纽站                                               | CNY¥1    |          | 雪野路沂南路 - 长清北路枢纽站（06:15 – 23:15） 长清北路枢纽站 - 雪野路沂南路（06:00 – 23:31）                                 |                                                                                             |      |
| 1119路     | 浦东金高   | 妙川路华萃路－华戴路川环南路                                               | CNY¥1    |          | 妙川路华萃路 - 华戴路川环南路（06:00 – 19:00） 华戴路川环南路 - 妙川路华萃路（06:15 – 19:00）                                 | 2017年12月1日新辟                                                                           |      |
| 1121路     | 浦东南汇   | 拱极路南祝路（惠南地铁站）－长江路秋荷路                                   | CNY¥1    |          | 拱极路南祝路 - 长江路秋荷路（06:00 – 19:30） 长江路秋荷路 - 拱极路南祝路（06:25 – 20:00）                                     |                                                                                             |      |
| 1122路     | 浦东上南   | 懿行路和炯路－芦恒路地铁站                                                 | CNY¥1    | 3.3公里  | 懿行路和炯路 - 芦恒路枢纽站（06:30 – 20:30） 芦恒路枢纽站 - 懿行路和炯路（06:40 – 20:40）                                     |                                                                                             |      |
| 1124路     | 浦东南汇   | 东征村委会－新欣路新府路                                                   | CNY¥1    |          | 东征村委会 - 新欣路新府路（06:00 – 18:00） 新欣路新府路 - 东征村委会（06:24 – 18:24）                                         | 2017年6月17日新辟                                                                           |      |
| 1126路     | 浦东杨高   | 沈梅路林海公路－周秀路瑞建路                                               | CNY¥1    |          | 沈梅路林海公路 - 周秀路瑞建路（06:00 – 18:05） 周秀路瑞建路 - 沈梅路林海公路（06:00 – 18:05）                                 | 原周康4路（西段）                                                                           |      |
| 1127路     | 浦东南汇   | 新环西路新环北路－古丹路申江南路                                           | CNY¥1    | 7公里    | 新环西路新环北路 - 古丹路申江南路（06:00 – 20:30） 古丹路申江南路 - 新环西路新环北路（06:25 – 22:00）                         | 2018年1月31日新辟                                                                           |      |
| 1128路     | 浦东南汇   | 沈庄路林海公路－鹤雷路航昌路                                               | CNY¥1    | 4.8公里  | 沈庄路林海公路 - 鹤雷路航昌路（06:00 – 18:16） 鹤雷路航昌路 - 沈庄路林海公路（06:16 – 18:00）                                 | 2018年1月31日新辟                                                                           |      |
| 1129路     | 浦东杨高   | 川沙路上川路－川沙路上川路（单环线）                                       | CNY¥1    | 2.85公里 | 川沙路上川路 - 川沙路上川路（07:00 – 20:00）                                                                                  |                                                                                             |      |
| 1130路     | 浦东金高   | 永业路佳虹路－金穗路川桥路                                                 | CNY¥1    |          | 永业路佳虹路 - 金穗路川桥路（06:30 - 10:00，16:00 – 19:00） 金穗路川桥路 - 永业路佳虹路（06:50 - 10:20，16:20 – 19:20）       | 早晚高峰线，双休日及节假日停驶；原777路东段                                                 |      |
| 1131路     | 浦东上南   | 通耀路耀龙路－雪野路上南路                                                 | CNY¥1    |          | 通耀路耀龙路 - 雪野路上南路（05:30 – 22:30） 雪野路上南路 - 通耀路耀龙路（05:30 – 22:30）                                     | 原818路西段，接驳82路；2018年6月9日撤销818路，并新辟1131路。                                |      |
| 1132路     | 浦东南汇   | 莲南路S2－航三路新场地铁站                                                 | CNY¥1    |          | 莲南路S2 - 航三路新场地铁站（06:00 – 19:50） 航三路新场地铁站 - 莲南路S2（06:20 – 19:20）                                     |                                                                                             |      |
| 1134路     | 浦东南汇   | 万牧路东大公路－万农路万二9组                                              | CNY¥1    |          | 万牧路东大公路 - 万农路万二9组（06:00 – 18:00） 万农路万二9组 - 万牧路东大公路（06:20 – 18:20）                               |                                                                                             |      |
| 1135路     | 浦东南汇   | 银飞路D港公交枢纽站（海洋公园）－银飞路D港公交枢纽站（海洋公园）（单环线） | CNY¥1    | 3.35公里 | 银飞路D港公交枢纽站 - 银飞路D港公交枢纽站（07:30 – 20:30）                                                                    |                                                                                             |      |
| 1136路     | 浦东杨高   | 庆利路环庆南路（合庆公交枢纽站）－奚阳公路朝阳村                           | CNY¥1    |          | 庆利路环庆南路 - 奚阳公路朝阳村（05:30 – 20:00） 奚阳公路朝阳村 - 庆利路环庆南路（05:45 – 20:15）                             | 原989路东段                                                                                 |      |
| 1137路     | 浦东南汇   | 福汇路福缘路－拱极路南祝路（惠南地铁站）                                   | CNY¥1    |          | 福汇路福缘路 - 拱极路南祝路（06:00 – 20:00） 拱极路南祝路 - 福汇路福缘路（06:00 – 20:00）                                     | 原惠南5路南段                                                                               |      |
| 1138路     | 浦东南汇   | 拱极路南祝路（惠南地铁站）－听潮路拱乐路                                   | CNY¥1    |          | 拱极路南祝路 - 听潮路拱乐路（06:16 – 23:02） 听潮路拱乐路 - 拱极路南祝路（06:16 – 23:02）                                     | 原惠南5路北段                                                                               |      |
| 1159路     | 浦东杨高   | 秀浦路康新公路－周浦东站                                                   | CNY¥1    |          | 秀浦路康新公路 - 周浦东站（07:15 － 19:20） 周浦东站 - 秀浦路康新公路（07:00 － 19:00）                                       |                                                                                             |      |
| 1160路     | 浦东上南   | 春眺路芋秋路－春眺路芋秋路（单环线）                                       | CNY¥1    | 3.1公里  | 春眺路芋秋路 - 春眺路芋秋路（06:00 - 09:30，15:30 – 19:00）                                                                   | 早晚高峰线，双休日及节假日停驶                                                              |      |
| 1161路     | 浦东杨高   | 康人路环桥路－康人路环桥路（单环线）                                       | CNY¥1    | 4.75公里 | 康人路环桥路 - 康人路环桥路（05:40 - 21:00）                                                                                  | 原周康10路东段                                                                              |      |
| 1162路     | 浦东南汇   | 笋王路大治河路－航三路申江南路                                             | CNY¥1    | 4.7公里  | |                                                                                             |      |

## 市中心八区
| 线路编号            | 经营者     | 起讫站                                               | 全程收费 | 运营里程 | 运营时间 | 备注                                           | 照片 |
| ------------------- | ---------- | ---------------------------------------------------- | -------- | -------- | --- | ---------------------------------------------- | ---- |
| 1201路              | 巴士一公司 | 淞沪路殷行路－淞沪路殷行路（单环线）                 | CNY¥1    | 8.6公里  | 淞沪路殷行路 - 淞沪路殷行路（06:30 – 21:00）                                                                                |                                                |      |
| 1203路              | 巴士二公司 | 钦州南路柳州路－钦州南路柳州路（单环线）             | CNY¥1    | 3.2公里  | 钦州南路柳州路 - 钦州南路柳州路（06:30 – 19:30）                                                                            |                                                |      |
| 1204路              | 巴士二公司 | 武宣路南宁路－武宣路南宁路（单环线）                 | CNY¥1    | 4.2公里  | 武宣路南宁路 - 武宣路南宁路（06:30 – 19:30）                                                                                |                                                |      |
| 1204路B线           | 巴士二公司 | 南宁路宾南路－南宁路宾南路（单环线）                 | CNY¥1    | 2.5公里  | 南宁路宾南路 - 南宁路宾南路（07:00 – 19:00）                                                                                | 周日及固定节假日停驶                           |      |
| 1205路              | 巴士四公司 | 建德花园－福泉路天山西路                             | CNY¥1    | 3.1公里  | 建德花园 - 福泉路天山西路（07:00 – 20:45） 福泉路天山西路 - 建德花园（07:15 – 20:25）                                       |                                                |      |
| 1206路              | 巴士四公司 | 云岭西路棕榈路－祁连山路真南路                       | CNY¥1    | 6.35公里 | 云岭西路棕榈路 - 祁连山路真南路（06:55 – 20:05） 祁连山路真南路 - 云岭西路棕榈路（07:20 – 20:30）                           |                                                |      |
| 1207路              | 巴士三公司 | 上海动物园－虹桥机场1号航站楼                        | CNY¥1    | 3.15公里 | 上海动物园 - 虹桥机场1号航站楼（06:30 – 20:30） 虹桥机场1号航站楼 - 上海动物园（06:00 – 20:00）                             | 原925路西端、925路区间                         |      |
| 1208路              | 巴士五公司 | 大统路中山北路－大统路中山北路（单环线）             | CNY¥1    | 4公里    | 大统路中山北路 - 大统路中山北路（07:00 – 19:00）                                                                            |                                                |      |
| 1209路              | 巴士五公司 | 高平路交城路－高平路交城路（单环线）                 | CNY¥1    | 4.8公里  | 高平路交城路 - 高平路交城路（07:00 – 19:00）                                                                                |                                                |      |
| 1210路              | 巴士二公司 | 望月路银都路－望月路银都路（单环线）                 | CNY¥1    | 7.78公里 | 望月路银都路 - 望月路银都路（06:00 – 19:00）                                                                                |                                                |      |
| 1217路              | 巴士三公司 | 水城路仙霞路－水城路仙霞路（单环线）                 | CNY¥1    | 10.4公里 | 水城路仙霞路 - 水城路仙霞路（07:00 – 20:00）                                                                                |                                                |      |
| 1218路              | 巴士一公司 | 淞沪路殷行路－国权北路国政路                         | CNY¥1    | 4.5公里  | 淞沪路殷行路 - 国权北路国政路（06:45 – 20:15） 国权北路国政路 - 淞沪路殷行路（06:30 – 20:00）                               | 原168路区间                                    |      |
| 1219路              | 巴士一公司 | 飞虹路临平路－飞虹路临平路（单环线）                 | CNY¥1    | 5.0公里  | 飞虹路临平路 - 飞虹路临平路（07:00 – 19:00）                                                                                |                                                |      |
| 1220路              | 巴士二公司 | 业祥路采晶坊－华发路长华路                           | CNY¥1    | 5.6公里  | 业祥路采晶坊 - 华发路长华路（06:45 – 20:00） 华发路长华路 - 业祥路采晶坊（06:30 – 19:30）                                   |                                                |      |
| 1221路              | 巴士三公司 | 迎乐路仙霞西路－天山西路福泉路                       | CNY¥1    | 2.75公里 | 迎乐路仙霞西路 - 天山西路福泉路（06:30 – 09:10，18:35-20:20） 天山西路福泉路 - 迎乐路仙霞西路（06:40 – 09:00，18:20-20:30） | 早晚高峰线，双休日及固定节假日停驶             |      |
| 1222路              | 巴士四公司 | 龙耀路云锦路－龙耀路云锦路（单环线）                 | CNY¥1    | 12.4公里 | 龙耀路云锦路 - 龙耀路云锦路（06:30 – 09:00，16:30-19:00）                                                                   | 早晚高峰线，双休日及固定节假日停驶             |      |
| 1223路              | 巴士三公司 | 祁连山路真南路－祁顺路连亮路                         | CNY¥1    | 5.15公里 | 祁连山路真南路 - 祁顺路连亮路（06:50 – 19:20） 祁顺路连亮路 - 祁连山路真南路（06:30 – 19:00）                               |                                                |      |
| 1226路              | 巴士一公司 | 淞沪路殷行路－淞沪路殷行路（单环线）                 | CNY¥1    | 11公里   | 淞沪路殷行路 - 淞沪路殷行路（06:30 – 09:00，16:00-18:30）                                                                   | 早晚高峰线，双休日及固定节假日停驶             |      |
| 1227路              | 巴士三公司 | 大渡河路枣阳路－大渡河路枣阳路（单环线）             | CNY¥1    | 4.4公里  | 大渡河路枣阳路 - 大渡河路枣阳路（06:45 – 18:30）                                                                            |                                                |      |
| 1228路              | 巴士一公司 | 淞沪路殷行路－淞沪路殷行路（单环线）                 | CNY¥1    | 7.2公里  | 淞沪路殷行路 - 淞沪路殷行路（06:30 – 08:30，16:00-18:00）                                                                   | 早晚高峰线，双休日及固定节假日停驶             |      |
| 1230路              | 智迅客运   | 武威路真沃路－武威路真沃路（单环线）                 | CNY¥1    |          | 武威路真沃路 - 武威路真沃路（06:30 – 21:30）                                                                                |                                                |      |
| 1231路              | 巴士三公司 | 同普路中江路－光复西路千阳南路                       | CNY¥1    | 3.75公里 | 同普路中江路 - 光复西路千阳南路（06:55 – 19:00） 光复西路千阳南路 - 同普路中江路（06:30 – 18:30）                           |                                                |      |
| 1238路              | 巴士一公司 | 黎平路杨树浦路－国顺东路翔殷路                       | CNY¥1    | 6.83公里 | 黎平路杨树浦路 - 国顺东路翔殷路（07:00 – 19:00） 国顺东路翔殷路 - 黎平路杨树浦路（07:00 – 19:00）                           | 接续原135缩线段                                |      |
| 1250路（71路支线1） | 巴士三公司 | 双流路天山路－定西路                                 | CNY¥1    | 4.75公里 | 双流路天山路 - 定西路（04:00 – 23:40） 定西路 - 双流路天山路（04:20 – 00:00）                                               | 原71路，接驳71路延安路中运量凯旋路站、定西路站 |      |
| 1251路（71路支线2） | 巴士三公司 | 水城路仙霞路－凯旋路（延安西路）                     | CNY¥1    | 3.6公里  | 水城路仙霞路 - 凯旋路（05:00 – 22:40） 凯旋路 - 水城路仙霞路（05:20 – 23:20）                                               | 原127路，接驳71路延安路中运量凯旋路站          |      |
| 1252路              | 巴士二公司 | 上海南站（北广场）－上海南站（北广场）（单环线）     | CNY¥1    | 7.1公里  | 上海南站 - 上海南站（05:30 – 22:30）                                                                                        | 有人售票；原803路东段，途径桂平路江安路        |      |
| 1253路              | 巴士一公司 | 新江湾城世界路－新江湾城世界路（单环线）             | CNY¥1    | 6.2公里  | 新江湾城世界路－新江湾城世界路（06:30 – 09:00，16:00-18:30）                                                                | 早晚高峰线，双休日及固定节假日停驶             |      |
| 1255路              | 巴士一公司 | 淞沪路殷行路－淞沪路殷行路（单环线）                 | CNY¥1    | 10.2公里 | 淞沪路殷行路 - 淞沪路殷行路（06:30 – 09:00，16:00-18:30）                                                                   | 早晚高峰线，双休日及固定节假日停驶             |      |
| 1256路              | 巴士一公司 | 淞沪路殷行路－淞沪路殷行路（单环线）                 | CNY¥1    | 8.7公里  | 淞沪路殷行路 - 淞沪路殷行路（06:30 – 09:00，16:00-18:30）                                                                   | 早晚高峰线，双休日及固定节假日停驶             |      |
| 1258路              | 巴士一公司 | 大柏树（东体育会路）－大柏树（东体育会路）（单环线） | CNY¥1    |          | | 原123路区间缩线；途径四平路临平北路            |      |
| 普陀社區巴士        |            | 上海西站-同普路中江路                                |          |          | | 2017年12月28日開通                             |      |

## 青浦区
| 线路编号         | 经营者   | 起讫站                                           | 全程收费 | 运营里程 | 运营时间 | 备注               | 照片 |
| ---------------- | -------- | ------------------------------------------------ | -------- | -------- | --- | ------------------ | ---- |
| 1501路           | 青浦巴士 | 沪青平公路金地格林郡－华乐路华科路               | CNY¥1    | 5.8公里  | 沪青平公路金地格林郡 - 华乐路华科路（06:10 – 08:25，15:30-17:40） 华乐路华科路 - 沪青平公路金地格林郡（06:30 – 08:45，15:50-18:00） | 早晚高峰线         |      |
| 1502路           | 青浦巴士 | 赵巷站－福贸路汽车站                             | CNY¥1    |          | 赵巷站 - 福贸路汽车站 (05:30 - 23:00) 福贸路汽车站 - 赵巷站 (05:50 - 22:40)                                                         | 原松重线（区间）   |      |
| 1503路           | 青浦巴士 | 徐泾东地铁站－泗沙路华徐公路                     | CNY¥1    |          | 蟠龙路站 - 华徐公交北青公路（06:00 – 19:00） 华徐公交北青公路 - 蟠龙路站（06:15 – 19:15）                                           |                    |      |
| 1504路           | 青浦巴士 | 徐泾北城站－凤雅路凤阁路                         | CNY¥1    |          | 徐泾北城站 - 凤雅路凤阁路（06:00 – 22:50） 凤雅路凤阁路 - 徐泾北城站（05:50 – 22:30）                                               |                    |      |
| 1505路           | 青浦巴士 | 徐泾北城站－凤雅路凤阁路                         | CNY¥1    |          | 徐泾北城站 - 凤雅路凤阁路（06:00 – 22:50） 凤雅路凤阁路 - 徐泾北城站（05:50 – 22:30）                                               |                    |      |
| 1506路           | 青浦巴士 | 徐泾北城站－凤雅路凤阁路                         | CNY¥1    |          | 徐泾北城站 - 凤雅路凤阁路（06:00 – 22:50） 凤雅路凤阁路 - 徐泾北城站（05:50 – 22:30）                                               |                    |      |
| 1507路           | 青浦巴士 | 朱家角路丁家港路－清河湾路漕盈路（西）           | CNY¥1    |          | 朱家角路丁家港路 - 清河湾路漕盈路（06:00 – 21:15） 清河湾路漕盈路 - 朱家角路丁家港路（06:00 – 21:00）                               |                    |      |
| 1508路           | 青浦巴士 | 沪青平公路漕盈路－盘龙浦路新塘港路               | CNY¥1    |          | 沪青平公路漕盈路 - 盘龙浦路新塘港路（05:50 – 23:25） 盘龙浦路新塘港路 - 沪青平公路漕盈路（05:50 – 23:10）                           |                    |      |
| 1509路           | 青浦巴士 | 漕盈路站－盈朱路河家埭村                         | CNY¥1    |          | 漕盈路站 - 盈朱路河家埭村（06:00 – 21:00） 盈朱路河家埭村 - 漕盈路站（06:00 – 21:15）                                               |                    |      |
| 1510路           | 青浦巴士 | 朱家角站－珠湖路课植园路                         | CNY¥1    |          | 朱家角站 - 珠湖路课植园路（06:00 – 21:00） 珠湖路课植园路 - 朱家角站（06:00 – 21:10）                                               |                    |      |
| 1511路（已停运） | 青浦巴士 | 徐泾东站－谢卫路涞浪路                           | CNY¥1    |          | 徐泾东站 - 谢卫路涞浪路（05:45 – 21:00） 谢卫路涞浪路 - 徐泾东站（06:00 – 21:10）                                                   | 与1512路合并       |      |
| 1512路           | 京申大众 | 谢卫路涞亭路 - 天山西路二联村                    | CNY¥1    |          | 谢卫路涞亭路 - 天山西路二联村（05:10 – 00:00） 天山西路二联村 - 谢卫路涞亭路（05:25 – 00:10）                                       |                    |      |
| 1513路           | 京申大众 | 朱家角汽车站－康泰路康泰二路（华东互联网产业园） | CNY¥1    |          | 朱家角汽车站 - 康泰路康泰二路（06:00 – 18:35） 康泰路康泰二路 - 朱家角汽车站（06:20 – 19:00）                                       |                    |      |
| 1515路           | 京申大众 | 朱家角站－浦泰路邱家港路                         | CNY¥1    |          | 朱家角站06:00-21:00 浦泰路邱家港路06:00-21:00                                                                                       | 2023年6月30日新辟  |      |
| 1516路           | 青浦巴士 | 青浦大道淀惠路 - 大盈浦路青泰路                  | CNY¥1    |          | 青浦大道淀惠路06:00-21:00 大盈浦路青泰路06:00-21:20                                                                                 | 2023年12月30日新辟 |      |

## 奉贤区
奉贤区曾开行于青村镇走行的穿梭公交1551路，2016年下半年更名为青村2线。2024年，奉贤公交调整了奉贤13路和奉贤37路，并分别更名为1552路和1553路。

| 编号 | 编号 | 线路及运营时间            | 线路及运营时间 | 线路及运营时间              | 收费 | 运营商   | 备注       |
| ---- | ---- | ------------------------- | -------------- | --------------------------- | ---- | -------- | ---------- |
|      | 1552 | 公交奉贤新城站 5:30–19:30 | ⇆              | 金海公路平庄公路 6:10–20:10 | 1元  | 奉贤二分 | 原奉贤13路 |
|      | 1553 | 爱企谷科创中心 7:00–19:30 | ⇆              | 公交奉贤新城站 6:40–19:00   | 1元  | 奉贤二分 | 原奉贤37路 |

## 宝山区
| 线路编号 | 经营者     | 起讫站                                           | 全程收费 | 运营里程 | 运营时间                                                                                          | 备注               | 照片             |
| -------- | ---------- | ------------------------------------------------ | -------- | -------- | ------------------------------------------------------------------------------------------------- | ------------------ | ---------------- |
| 1600路   | 巴士五公司 | 罗店汽车站－罗南新村                             | CNY¥1    | 7.3公里  | 罗店汽车站 - 罗南新村（06:20 – 20:20） 罗南新村 - 罗店汽车站（06:00 – 20:00）                     | 原宝山社区巴士罗罗 |                  |
| 1601路   | 巴士五公司 | 一二八纪念路阳曲路－一二八纪念路阳曲路（单环线） | CNY¥1    | 9.4公里  | 一二八纪念路阳曲路 - 一二八纪念路阳曲路（06:00 – 20:00）                                          |                    |                  |
| 1602路   | 巴士五公司 | 泰和路蕰川路－顾村                               | CNY¥1    | 4.5公里  | 泰和路蕰川路 - 顾村（06:18 – 22:30） 顾村 - 泰和路蕰川路（06:00 – 22:00）                         | 原宝山社区巴士蕰泰 |                  |
| 1603路   | 巴士五公司 | 杨北路蕰川公路－杨北路蕰川公路（单环线）         | CNY¥1    | 9.6公里  | 杨北路蕰川公路 - 杨北路蕰川公路（05:30 – 22:30）                                                  | 原宝山社区巴士杨龙 |                  |
| 1604路   | 巴士五公司 | 电台路白荡河路－长白山路宝太路                   | CNY¥1    | 7.4公里  | 电台路白荡河路 - 长白山路宝太路（06:10 – 23:15） 长白山路宝太路 - 电台路白荡河路（06:00 – 23:00） | 原宝山社区巴士陆宝 |                  |
| 1605路   | 巴士五公司 | 长白山路菊太路－鄱阳湖路陆翔路                   | CNY¥1    | 7.4公里  | 长白山路菊太路 - 鄱阳湖路陆翔路（05:50 – 20:00） 鄱阳湖路陆翔路 - 长白山路菊太路（06:15 – 20:15） | 原宝山社区巴士菊鄱 |                  |
| 1606路   | 巴士五公司 | 罗和路杨南路－罗芬路美丹路                       | CNY¥1    | 5.3公里  | 罗和路杨南路 - 罗芬路美丹路（05:30 – 22:45） 罗芬路美丹路 - 罗和路杨南路（05:55 – 00:00）         |                    |                  |
| 1607路   | 巴士五公司 | 杨南路沪太公路－年吉路罗和路                     | CNY¥1    | 4.1公里  | 杨南路沪太公路 - 年吉路罗和路（06:30 – 22:30） 年吉路罗和路 - 杨南路沪太公路（06:00 – 22:00）     |                    |                  |
| 1608路   | 巴士五公司 | 青石路国权北路－青石路国权北路                   | CNY¥1    | 15.2公里 | 青石路国权北路 - 青石路国权北路（06:15 – 20:00）                                                  |                    |                  |
| 1609路   | 巴士五公司 | 松兰路镇新路－江杨北路绥化路                     | CNY¥1    | 6.05公里 | 松兰路镇新路 - 江杨北路绥化路（06:30 – 18:30） 江杨北路绥化路 - 松兰路镇新路（07:00 – 19:00）     |                    |                  |
| 1610路   | 巴士五公司 | 陆翔路沪联路－陆翔路沪联路（单环线）             | CNY¥1    | 4.6公里  | 陆翔路沪联路 - 陆翔路沪联路（06:15 – 20:15）                                                      |                    |                  |
| 1611路   | 巴士五公司 | 一二八纪念路阳曲路－一二八纪念路阳曲路           | CNY¥1    | 12.8公里 | 一二八纪念路阳曲路 - 一二八纪念路阳曲路（06:15 – 20:15）                                          | 原1211路           | 上海1211路公交车 |
| 1612路   | 巴士五公司 | 青石路国权北路－青石路国权北路                   | CNY¥1    | 6.4公里  | 青石路国权北路 - 青石路国权北路（06:00 – 19:15）                                                  |                    |                  |

## 金山区
根据上海市交通委员会公布的公交走向数据，金山区有多条乡镇公交利用穿梭巴士资质运作。目前锦山客运运营的大部分乡镇公交均使用穿梭巴士线路编号运营。

| 编号  | 编号        | 线路及运营时间 | 线路及运营时间              | 线路及运营时间                                | 收费 | 运营商   | 备注                          |
| ----- | ----------- | --- | --------------------------- | --------------------------------------------- | ---- | -------- | ----------------------------- |
|       | 1650        | 金山汽车站 5:35–18:00 | ⇆                           | 长浜村 6:00–18:25                             | 1元  | 金山巴士 | 原朱泾六路                    |
|       | 1651        | 金蒋路金星北机口 6:15–16:50 | ⇆                           | 漕泾镇社区卫生服务中心 6:50–17:45             | 1元  | 金山巴士 | 原漕泾二路                    |
|       | 1652        | 金山园区站 6:30–22:00 | ⇆                           | 夏宁路金山工业区大道 6:25–21:10               | 1元  | 锦山客运 | 原金山工业区3路               |
|       | 1653        | 保卫村 6:10–17:10 | ⇆                           | 朱行中学 6:40–18:10                           | 1元  | 锦山客运 | 原金山工业区4路               |
|       | 1655        | 金山园区站 7:00–20:45 | ⇆                           | 金展路 7:00–20:45                             | 1元  | 锦山客运 | 原金山工业区5路               |
|       | 1656        | 金山园区站 6:35–22:00 | ⇆                           | 公共卫生临床中心 6:30–21:10                   | 1元  | 锦山客运 | 原金山工业区6路               |
|       | 1657        | 健康路(豫园雅郡) 外圈(健康路方向)：6:00–21:00                                                                                            | ↺                           | 健康路(豫园雅郡) 内圈(临源街方向)：6:00–21:00 | 1元  | 金山巴士 | 原朱泾7路                     |
| ↻     | 1657        | 健康路(豫园雅郡) 外圈(健康路方向)：6:00–21:00                                                                                            |                             | 健康路(豫园雅郡) 内圈(临源街方向)：6:00–21:00 | 1元  | 金山巴士 | 原朱泾7路                     |
|       | 1658        | 金山园区站 7:00–20:45 | ⇆                           | 金流路漕廊公路 7:00–20:45                     | 1元  | 锦山客运 | 原金山工业区5路区间           |
|       | 1659        | 松金公路金张公路 6:30–18:00 | ⇆                           | 新沼泾 6:30–18:00                             | 1元  | 金山巴士 | 原张堰二路北段                |
|       | 1660        | 俞家站 6:30–18:00 | ⇆                           | 康德路张漕公路 6:30–18:00                     | 1元  | 金山巴士 | 原张堰二路南段                |
|       | 1661        | 漕泾镇社区卫生服务中心 6:30–18:00 | ⇆                           | 建国长浜 6:30–18:00                           | 1元  | 金山巴士 | 原漕泾一路                    |
|       | 1662        | 山阳小学 6:00–20:30 | ⇆                           | 金山万达枢纽站 6:00–20:30                     | 1元  | 金山巴士 | 原山阳一路区间                |
|       | 1663        | 松金公路金张公路 6:00–18:00 | ⇆                           | 秦望路长浜村 6:00–18:00                       | 1元  | 金山巴士 | 原张堰三路                    |
|       | 1666        | 枫泾枢纽站 外圈(枫兰路方向)：5:00–19:30                                                                                                  | ↺                           | 枫泾枢纽站 内圈(枫阳路方向)：5:00–19:30       | 1元  | 锦山客运 | 原枫泾9路                     |
| ↻     | 1666        | 枫泾枢纽站 外圈(枫兰路方向)：5:00–19:30                                                                                                  |                             | 枫泾枢纽站 内圈(枫阳路方向)：5:00–19:30       | 1元  | 锦山客运 | 原枫泾9路                     |
|       | 1667        | 松金公路冯家楼 6:00–18:00 | ⇆                           | 松隐中学 6:30–17:30                           | 1元  | 金山巴士 | 原亭林四路                    |
|       | 1668        | 康兴路朱吕公路 6:00–18:00 | ⇆                           | 太平寺中心路吕新路 6:00–18:00                 | 1元  | 锦山客运 | 原吕巷5路                     |
|       | 1669        | 浦银路新洲路(农业银行) 6:00–18:00 | ⇆                           | 新牧路三图村 6:00–18:00                       | 1元  | 锦山客运 | 原朱泾4路北段                 |
|       | 1670        | 万年老村部 6:00–18:00 | ⇆                           | 浦银路新洲路(农业银行) 6:00–18:00             | 1元  | 锦山客运 | 原朱泾4路南段                 |
|       | 1671        | 金南街健康南路 外圈(朱泾汽车站方向)：5:30–21:00                                                                                          | ↺                           | 金南街健康南路 内圈(医院方向)：6:00–21:30     | 1元  | 锦山客运 | 原朱泾1路                     |
| ↻     | 1671        | 金南街健康南路 外圈(朱泾汽车站方向)：5:30–21:00                                                                                          |                             | 金南街健康南路 内圈(医院方向)：6:00–21:30     | 1元  | 锦山客运 | 原朱泾1路                     |
|       | 1672        | 金南街健康南路 外圈(朱泾汽车站方向)：6:00–21:00 兜长浜村：6:07 6:35 7:05 7:50 9:07 10:30 11:10 11:50 13:15 14:50 16:07 16:57 17:45 18:50 | ↺                           | 金南街健康南路 内圈(医院方向)：6:00–21:30     | 1元  | 锦山客运 | 原朱泾2路，部分车次绕行长浜村 |
| ↻     | 1672        | 金南街健康南路 外圈(朱泾汽车站方向)：6:00–21:00 兜长浜村：6:07 6:35 7:05 7:50 9:07 10:30 11:10 11:50 13:15 14:50 16:07 16:57 17:45 18:50 |                             | 金南街健康南路 内圈(医院方向)：6:00–21:30     | 1元  | 锦山客运 | 原朱泾2路，部分车次绕行长浜村 |
|       | 1673        | 兴塔农贸市场 6:00–17:00 | ⇆                           | 下坊渡 6:00–18:30                             | 1元  | 锦山客运 | 原枫泾3路                     |
|       | 1674        | 兴塔农贸市场 6:00–18:30 | ⇆                           | 兴寒路寒泾 6:00–18:30                         | 1元  | 锦山客运 | 原枫泾4路                     |
|       | 1675乐兴线  | 兴塔农贸市场 6:00–17:00 | ⇆                           | 兴北路韩坞村 6:00–17:00                       | 1元  | 锦山客运 | 原枫泾5路                     |
|       | 1676        | 建新大街田阳路 6:00–18:00 | ⇆                           | 金石北路新泾路(水果公园) 6:00–18:00           | 1元  | 锦山客运 | 原吕巷1路西段                 |
|       | 1677        | 龙士路干巷学校 6:00–18:00 | ⇆                           | 金石北路新泾路(水果公园) 6:00–18:00           | 1元  | 锦山客运 | 原吕巷1路东段                 |
|       | 1678        | 康兴路朱吕公路 6:00–18:00 | ⇆                           | 龙士路干巷学校 6:00–18:00                     | 1元  | 锦山客运 | 原吕巷4路西段                 |
|       | 1679        | 寒圩路城隍庙 6:00–18:00 | ⇆                           | 龙士路干巷学校 6:00–18:00                     | 1元  | 锦山客运 | 原吕巷4路东段                 |
|       | 1680        | 寒圩路城隍庙 6:00–18:00 | ⇆                           | 龙士路干巷学校 6:00–18:00                     | 1元  | 锦山客运 | 原廊下1路                     |
|       | 1681朱泾8路 | 五龙村委 6:00–18:00 | ⇆                           | 浦银路新洲路(农业银行) 6:00–18:00             | 1元  | 锦山客运 |                               |
|       | 1682        | 康兴路朱吕公路 6:00–18:00 | ⇆                           | 厍浜路张家埭 6:00–18:00                       | 1元  | 锦山客运 | 原吕巷2路                     |
|       | 1683        | 康兴路朱吕公路 A线：5:40–18:00 B线：5:40–18:00                                                                                           | A线 ⇆                       | 蔷夹路夹漏埭 6:00–18:00                       | 1元  | 锦山客运 | 原吕巷3路                     |
| B线 ⇆ | 1683        | 康兴路朱吕公路 A线：5:40–18:00 B线：5:40–18:00                                                                                           | 泖湾支路吕青公路 6:00–18:00 |                                               | 1元  | 锦山客运 | 原吕巷3路                     |
|       | 1684        | 罗星南路众安街(广缘大酒店) 6:00–18:00 | ⇆                           | 大茫村 6:00–18:00                             | 1元  | 锦山客运 | 原朱泾3路                     |
|       | 1686        | 金山万达枢纽站 6:30–17:30 | ⇆                           | 华新村居委会 6:00–18:00                       | 1元  | 金山巴士 |                               |

## 崇明区
| 线路编号 | 经营者   | 起讫站                         | 全程收费 | 运营里程 | 运营时间                                                                          | 备注 | 照片 |
| -------- | -------- | ------------------------------ | -------- | -------- | --------------------------------------------------------------------------------- | ---- | ---- |
| 1711路   | 崇明巴士 | 堡镇医院－堡镇医院（单环线）   | CNY¥1    | 4.6公里  | 堡镇医院 - 堡镇医院（06:00 – 19:00）                                              |      |      |
| 1712路   | 崇明巴士 | 堡镇汽车站－堡镇医院           | CNY¥1    | 5.5公里  | 堡镇汽车站 - 堡镇医院（06:00 – 18:30） 堡镇医院 - 堡镇汽车站（06:25 – 19:00）     |      |      |
| 1713路   | 崇明巴士 | 堡镇汽车站－屯洋堂             | CNY¥1    | 5.85公里 | 堡镇汽车站 - 屯洋堂（06:00 – 18:35） 屯洋堂 - 堡镇汽车站（06:16 – 19:00）         |      |      |
| 1731路   | 崇明巴士 | 长兴岛枢纽站－鹭岛华庭（西苑） | CNY¥1    | 6.5公里  | 长兴岛枢纽站 - 鹭岛华庭（06:50 – 18:00） 鹭岛华庭 - 长兴岛枢纽站（06:30 – 17:35） |      |      |

## 松江区
松江区内由松江公交运营的的穿梭巴士，其线路名称常被冠以“松江”字头，如“松江1840路”，此处略去。
| 线路编号   | 经营者   | 起讫站                                               | 全程收费 | 运营里程 | 运营时间 | 备注                                                | 照片 |
| ---------- | -------- | ---------------------------------------------------- | -------- | -------- | --- | --------------------------------------------------- | ---- |
| 1801路     | 松江公交 | 松江大学城－松江大学城（单环线）                     | CNY¥1    | 8公里    | 松江大学城 - 松江大学城（06:00 – 09:00，16:30-18:00）                                                                       | 早晚高峰线                                          |      |
| 1802路     | 松江公交 | 松江大学城-松江大学城（单环线）                      | CNY¥1    |          | 松江大学城 - 松江大学城（06:30 – 20:30）                                                                                    | 原松江短驳区间线                                    |      |
| 1803路     | 松江公交 | 松江客运中心－松江客运中心（单环线）                 | CNY¥1    |          | 松江客运中心 - 松江客运中心（06:00 – 21:00）                                                                                |                                                     |      |
| 1804路     | 松江公交 | 松江客运中心－松江客运中心（单环线）                 | CNY¥1    |          | 松江客运中心 21:00 22:00 23:00 0:11                                                                                         | 仅在夜间行驶， 2024年11月11日调整现走向并改为单环线 |      |
| 1805路     | 松江公交 | 西部工业园区公交站－文翔路站                         | CNY¥1    | 7.4公里  | 西部工业园区公交站 - 文翔路站（06:00 – 09:00，16:20-18:00） 文翔路站 - 西部工业园区公交站（06:25 – 09:25，16:45-18:25）     | 早晚高峰线，双休日及国定节假日停驶                  |      |
| 1806路     | 松江公交 | 西部工业园区公交站－小昆山公交枢纽站                 | CNY¥1    | 6公里    | 西部工业园区公交站 - 小昆山公交枢纽站（06:00 – 18:00） 小昆山公交枢纽站 - 西部工业园区公交站（06:25 – 18:25）               |                                                     |      |
| 1807路     | 松江公交 | 松江枢纽 - 松江枢纽（单环线）                        | CNY¥1    | 14公里   | 松江枢纽2100-次0045 | 仅在夜间行驶                                        |      |
| 1808路     | 松江公交 | 松江火车站 - 松江火车站（单环线）                    | CNY¥1    | 13.1公里 | 松江火车站2100-次0021 | 仅在夜间行驶                                        |      |
| 1809路     | 松江公交 | 松江新城地铁站－松江新城地铁站（单环线）             | CNY¥1    |          | 松江新城地铁站 - 松江新城地铁站（21:00 – 23:55）                                                                            | 仅在夜间行驶                                        |      |
| 1810路     | 松江公交 | 松江汽车西站－文翔路站                               | CNY¥1    |          | 松江汽车西站 - 文翔路站（06:00 – 20:30） 文翔路站 - 松江汽车西站（06:30 – 21:00）                                           |                                                     |      |
| 1812路     | 松江公交 | 新桥火车站－新桥火车站（单环线）                     | CNY¥1    | 6公里    | 新桥火车站 - 新桥火车站（06:00 – 21:00）                                                                                    |                                                     |      |
| 1813路     | 松江公交 | 新桥火车站－新桥火车站 （单环线）                    | CNY¥1    | 6.4公里  | 新桥火车站 - 新桥火车站（06:00 – 21:00）                                                                                    |                                                     |      |
| 1814路     | 松江公交 | 春申站－漕河泾开发区松江园区                         | CNY¥1    | 7.1公里  | 春申站 - 漕河泾开发区松江园区（06:25 – 20:50） 漕河泾开发区松江园区 - 春申站（06:00 – 20:25）                               |                                                     |      |
| 1815路     | 松江公交 | 松江火车站－松江火车站（单环线）                     | CNY¥1    |          | 松江火车站 - 松江火车站（06:30 – 08:30，16:00-18:00）                                                                       | 早晚高峰线，双休日及固定节假日停驶                  |      |
| 1816路     | 松江公交 | 松江汽车西站－松江汽车西站（双环线）                 | CNY¥1    |          | 松江汽车西站 6:00-21:00 | 2019年8月22日新辟                                   |      |
| 1817路     | 松江公交 | 晨星小区－晨星小区（单环线）                         | CNY¥1    |          | 晨星小区 6:00-21:00 | 2019年8月22日新辟                                   |      |
| 1820路     | 松江公交 | 车墩中心站－香泾路泾车路                             | CNY¥1    | 5.1公里  | 车墩站 - 香泾路泾车路（06:00 – 18:50） 香泾路泾车路 - 车墩站（06:15 – 19:15）                                               |                                                     |      |
| 1825路     | 松江公交 | 叶榭站－叶榭站（单环线）                             | CNY¥1    | 3.6公里  | 叶榭站 - 叶榭站（06:00 – 21:15）                                                                                            |                                                     |      |
| 1826路     | 松江公交 | 叶榭站－大叶公路东勤公路                             | CNY¥1    | 5.3公里  | 叶榭站 - 大叶公路东勤公路（06:00 – 19:00） 大叶公路东勤公路 - 叶榭站（06:20 – 19:20）                                       |                                                     |      |
| 1840路     | 松江公交 | 九亭地铁站－九亭地铁站（环线）                       | CNY¥1    | 6公里    | 九亭地铁站 - 九亭地铁站（内圈）（06:30 – 23:30） 九亭地铁站 - 九亭地铁站（外圈）（06:30 – 23:30）                           |                                                     |      |
| 1841路     | 松江公交 | 九亭地铁站－九亭地铁站（单环线）                     | CNY¥1    | 12公里   | 九亭地铁站 - 九亭地铁站（06:45 – 08:30，16:20-23:30）                                                                       | 早高峰与下午及夜间运营                              |      |
| 1842路     | 松江公交 | 漕河泾开发区松江园区－漕河泾开发区松江园区（单环线） | CNY¥1    | 6.4公里  | 漕河泾开发区松江园区 - 漕河泾开发区松江园区（06:5 – 18:30）                                                                 |                                                     |      |
| 1843路     | 松江公交 | 朗庭路－九亭地铁站                                   | CNY¥1    | 4.6公里  | 朗庭路 - 九亭地铁站（06:45 – 23:15） 九亭地铁站 - 朗庭路（06:30 – 23:35）                                                   |                                                     |      |
| 1845路     | 松江公交 | 泗泾汽车站－泗泾汽车站（环线）                       | CNY¥1    | 7.9公里  | 泗泾汽车站 - 泗泾汽车站（内圈）（06:30 – 09:00，15:30-21:50） 泗泾汽车站 - 泗泾汽车站（外圈）（06:30 – 09:00，15:30-21:50） | 早高峰与下午及夜间运营                              |      |
| 1845路区间 | 松江公交 | 横塘公路鼓楼公路－横塘公路鼓楼公路（单环线）         | CNY¥1    |          | 横塘公路鼓楼公路 - 横塘公路鼓楼公路（07:30 – 08:10，15:10-15:50）                                                           | 早晚高峰线                                          |      |
| 1846路     | 松江公交 | 泗泾汽车站－泗泾汽车站（单环线）                     | CNY¥1    | 7.9公里  | 泗泾汽车站 - 泗泾汽车站（06:00 – 09:00，14:35-20:20）                                                                       | 早高峰与下午及夜间运营                              |      |
| 1849路     | 松江公交 | 松江枢纽 - 东三轮渡                                  | CNY¥1    | 12.4公里 | 松江枢纽0600-1710 东三轮渡0640-1800                                                                                         |                                                     |      |

## 嘉定区
嘉定公交于2024年12月30日开辟了两条穿梭巴士，主要衔接嘉定城北大居和轨交11号线。

| 编号 | 编号 | 线路及运营时间          | 线路及运营时间 | 线路及运营时间          | 收费 | 运营商   | 备注 |
| ---- | ---- | ----------------------- | -------------- | ----------------------- | ---- | -------- | ---- |
|      | 1850 | 平成路车站 6:00–21:00   | ⇆              | 嘉定西站 6:12–21:12     | 1元  | 嘉定公交 |      |
|      | 1851 | 公交嘉定西站 6:00–21:00 | ⇆              | 纬地路经地路 6:12–21:12 | 1元  | 嘉定公交 |      |

### 另请参见
- 公交走向 （页面存档备份，存于） - 上海市公共数据开放平台
- 公交线路首末班车时间 （页面存档备份，存于） - 上海市公共数据开放平台